# Lutetia
För asteroiden, se 21 Lutetia.

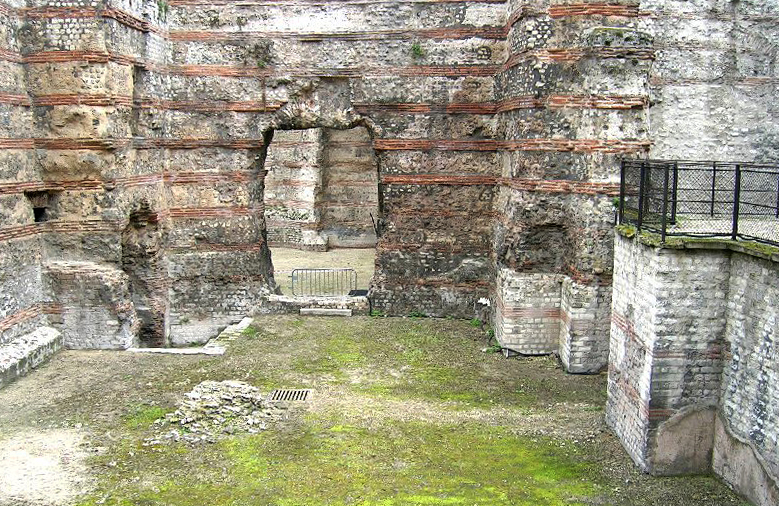
Caldariet i Clunys badhus.

Lutetia, fullständigt namn Lutetia Parisiorum, efter den keltiska folkgruppen parisierna, var en romersk stad som låg där Paris nu ligger. Orten nämns bland annat i seriealbumen om Asterix. Lutetia används fortfarande i latinet som beteckning för den moderna staden Paris.